# Christian-Jaque
Christian-Jaque, pseudonimo di Christian Maudet (Parigi, 4 settembre 1904 – Boulogne-Billancourt, 8 luglio 1994), è stato un regista francese, attivo dal 1932 al 1985.

## Biografia
Dopo il diploma proseguì gli studi all'École nationale supérieure des beaux-arts e all'École nationale supérieure des arts décoratifs di Parigi. La sua carriera artistica si svolse a tappe intermedie, a iniziare dall'attività di scenografo svolta dal 1927, proseguendo con quella di aiuto-regista dal 1930 e successivamente da regista con una ventina di pochade all'attivo, quasi tutte interpretate dall'attore comico Fernandel. Tra i film di successo di Christian-Jaque, due vennero presentati in concorso al Festival di Cannes, Lo spettro del passato nel 1946 e Fanfan la Tulipe nel 1952. La filmografia di Christian-Jaque come regista parte dal 1932 con Le Bidon d'or fino al 1977 con La vie parisienne, per un totale di 6 cortometraggi, tre episodi e 59 lungometraggi. Dal 1968 al 1985 girò anche una sessantina di telefilm.

### Vita privata
Christian-Jaque si sposò sei volte, una delle quali (dal 14 luglio 1954 al 1959) con l'attrice Martine Carol, che diresse in sei film. Venne insignito della Legion d'onore e nel 1985, del Premio César onorario; le sue spoglie riposano a Parigi nel cimitero di Père-Lachaise.

## Filmografia parziale

### Regista

#### Cinema
- Le Bidon d'or (1932)
- Ça colle (1933)
- Un marito scomparso (Un de la légion) (1936)
- A Venezia una notte (À Venise, une nuit) (1937)
- François Ier (1937)
- Les dégourdis de la 11ème (1937)
- Le perle della corona (Le Perles de la couronne), co-regia di Sacha Guitry (1937)
- Gli scomparsi di Saint Agil (Les Disparus de Saint-Agil) (1938)
- Ernesto il ribelle (Ernest le rebelle) (1938)
- Il tatuato (Raphael le tatoué) (1939)
- L'assassinio di Papà Natale (L'assassinat du Père Noël) (1941)
- I figli della strada (L'Enfer des anges) (1941)
- Due donne innamorate (Premier bal) (1941)
- Delirio d'amore (La Symphonie fantastique) (1942)
- Ribellione (Boule de suif) (1945)
- Silenziosa minaccia (Sortilèges) (1945)
- Carmen (1945)
- Lo spettro del passato (Un revenant) (1946)
- La Certosa di Parma (La Chartreuse de Parme) (1947)
- Il grande vessillo (D'homme à hommes) (1948)
- Ricordi perduti (Souvenirs perdus) (1950)
- Barbablù (Barbe-Bleue) (1951)
- Blaubart (1951)
- Quando le donne amano (Adorables créatures) (1952)
- Fanfan la Tulipe (1952)
- Lucrezia Borgia (Lucrèce Borgia) (1953)
- Madame du Barry (1954)
- Nanà (1955)
- S.O.S. Lutezia (Si tous les gars du monde) (1956)
- Nathalie (1957)
- La legge è legge (1958)
- Babette va alla guerra (Babette s'en va-t-en guerre) (1959)
- Madame Sans-Gêne (1961)
- Il delitto Dupré (Les bonnes causes) (1963)
- Il Tulipano Nero (La tulipe noire) (1964)
- Il pasto delle belve (Le repas des fauves) (1964)
- Donne, mitra e diamanti (Le gentleman de Cocody) (1965)
- La guerra segreta (The Dirty Game), co-regia Werner Klingler, Carlo Lizzani e Terence Young (1965)
- L'amante infedele (La seconde vérité) (1966)
- Il Santo prende la mira (Le Saint prend l'affût) (1966)
- Le calde notti di Lady Hamilton (Les amours de Lady Hamilton, 1967)
- Don Camillo e i giovani d'oggi - incompiuto (1970)
- Le pistolere (Les pétroleuses) (1971)
- La petroliera fantasma (Docteur Justice) (1975)
- La vie parisienne (1977)
- La nouvelle malle des Indes (1981) - miniserie TV
- L'homme de Suez (1983) - miniserie TV

### Supervisore
- Koenigsmark, regia di Solange Térac (1953)

### Televisione
- Le evasioni celebri:
  - L'evasione del Duca di Beaufort (1972)
  - Il giocatore di scacchi (1972) - anche sceneggiatura

### Scenografo
- Maman Colibri, regia di Julien Duvivier (1929)

## Riconoscimenti
- Festival di Cannes
  - 1952 – Prix de la mise en scène a Christian-Jaque per Fanfan la Tulipe

- Festival di San Sebastian
  - 1956 – Premio del Jurado al mejor guión, película extranjera a Henri-Georges Clouzot e Christian-Jaque per Si tous les gars du monde

- Premio César
  - 1985 – Premio César onorario